# Norzin Dolma
Norzin Dolma (tibétain : ནོར་འཛིན་སྒྲོལ་མ, Wylie : nor 'dzin sgrol ma, Kollegal (en)-28 novembre 1975), est une femme politique tibétaine, actuelle ministre de l'Information et des Relations Internationales de l'administration centrale tibétaine.

## Biographie

### Éducation
Norzin Dolma, a effectué ses études à l'École centrale pour les Tibétains (CST) de Kollegal et au CST de Simla. Elle est diplômée d'un BA en anglais, histoire et sociologie du Teresian College et d'une maîtrise en littérature anglaise de l'université de Mysore en Inde. Dans le cadre du programme de bourses tibétaines, elle a obtenu une maîtrise en droit et diplomatie, axée sur l'organisation internationale, la négociation internationale et la résolution des conflits de la Fletcher School, Tufts University aux États-Unis en lien avec l'université Harvard. Plus tard, elle a également obtenu un baccalauréat en bibliothéconomie et sciences de l'information de l'université de Mysore.
Elle a reçu des prix pour l'excellence académique, notamment le All-Mysore Iyengar Memorial Award, le Mother Euphrasia Award et le Tauro Memorial Award.

### Activités professionnelles
Norzin a travaillé comme agent de recherche, agent principal de programme, directeur exécutif par intérim du Centre tibétain pour les droits de l'homme et la démocratie (TCHRD). Après ses études aux États-Unis, elle est retournée en Inde et a dirigé le bureau des Nations unies, de l'Union Européenne et des droits de l'homme au Département de l'information et des relations internationales (DIIR) du CTA. Elle a ensuite travaillé comme agent de développement au Tibet Fund (TTF), à New York. Elle a défendu les problèmes du Tibet lors de conférences internationales, y compris les 59e et 61e sessions de la Commission des droits de l'homme des Nations unies à Genève ; au Forum social mondial à Bombay ; aux Relations ONU-société civile, à Bangkok ; et les conférences du Sommet mondial sur le développement durable à Bali et à Johannesburg. 
Norzin Dolma, nommée ministre des Affaires étrangères, est avec Dolma Gyari et Tharlam Dolma, une des trois femmes nommées au 16e kashag, le cabinet de Penpa Tsering. Elle a officiellement pris ses fonctions après avoir prêté serment le 10 novembre 2021.

### Publications
Norzin a écrit et édité des livres et des rapports, dont 
- 2008 Uprising in Tibet: Chronology and Analysis (DIIR 2009)
- Unjust Sentencing of Tulku Tenzin Delek (TCHRD 2004)
- Destruction of Serthar Institute (TCHRD 2002),
- 35 Years: Special Report (TTF 2015)
- Nepal Earthquake: Rebuilding Efforts in Tibetan Community (TTF 2016).